# Млада-Болеслав (район)
Млада-Болеслав (чеш. Okres Mladá Boleslav) — один из 12 районов Среднечешского края Чехии. Административный центр — город Млада-Болеслав. Территория — 1022,83 кв. км, население составляет 125 414 человека. На территории района находятся 120 населённых пунктов, в том числе 8 городов и 4 местечка.

## География
Расположен на северо-востоке края. Граничит на западе с районом Мельник, на юге с районом Прага-восток, на юго-западе с районом Нимбурк Среднечешского края. Также на северо-востоке, севере и северо-западе Млада-Болеслав граничит с районами Ческа-Липа, Либерец и Семили Либерецкого края соответственно. На востоке соседствует с районом Йичин Краловеградецкого края.

## Города и население
Данные на 2009 год:
| Город               | Население |
| ------------------- | --------- |
| Млада-Болеслав      | 45 580    |
| Мнихово-Градиште    | 8 618     |
| Бенатки-над-Йизероу | 7 325     |
| Космоноси           | 5 198     |
| Баков-над-Йизероу   | 5 006     |
| Бела-под-Бездезем   | 4 830     |
| Добровице           | 3 218     |
| Дольни-Боусов       | 2 544     |

| Всего           | Женщин           | Мужчин           |
| --------------- | ---------------- | ---------------- |
| 125 414 (100 %) | 61 599 (49,12 %) | 63 815 (50,88 %) |

Средняя плотность — 122 чел./км²; 66,37 % населения живёт в городах.